# Черневци
Чèрневци е село в Северна България, община Габрово, област Габрово.

## География
Село Черневци се намира на около 8 km източно от центъра на град Габрово и 2 km север-северозападно от село Боженците. Разположено е в южните разклонения на Габровските възвишения, по западния склон на нисък рид между долините на два малки притока на река Андъка, която тече западно от селото. Около 3 km източно от Черневци, на съседния от юг рид, се намира местният Черни връх (779,4 m).
Минаващият през Черневци третокласен републикански път III-5524, достигащ на юг през село Трапесковци до Боженците, води на северозапад покрай село Редешковци и през село Болтата до село Донино, където чрез малък участък на третокласния републикански път III-5522 се свързва с първокласния републикански път I-5 (Русе – Велико Търново – Дряново – Габрово – Казанлък – ГКПП Маказа - Нимфея), частично съвпадащ с Европейски път Е85.

## История
През 1995 г. дотогавашното населено място колиби Черневци придобива статута на село.
Легендата казва, че селището е създадено от болярски син на име Черньо, който избягал при превземането на Търново от Османската империя.
При отстъплението на турската армия през 1878 г. селото е напълно опожарено, границите му са изместени и новите къщи са построени в близост до пътя, който води към Боженци. Има поверие, че в пещера до Черневци е заровено злато от трезора на отстъпващата турска армия. В опит да го открият иманяри взривяват динамит и по този начин погребват входа на пещерата под тонове пръст.
Във фондовете на Държавния архив Габрово, фондове от масив „С“, фонд 886 се съхраняват документи на/за Народно читалище „Георги Димитров“ – с. Черневци, Габровско от периода 1946 – 1970 г.

## Население
Населението на село Черневци наброява 181 души при преброяването към 1934 г. и намалява до 17 към 1985 г., наброява 8 души (по текущата демографска статистика за населението) към 2019 г. Коренното население на селото е от православни християни и потомствени балканджии.
Преброяване на населението през 2011 г.
Численост и дял на етническите групи според преброяването на населението през 2011 г.:
|                     | Численост | Дял (в %) |
| Общо                | 6         | 100,00    |
| Българи             | 6         | 100,00    |
| Турци               | 0         | 0,00      |
| Цигани              | 0         | 0,00      |
| Други               | 0         | 0,00      |
| Не се самоопределят | 0         | 0,00      |
| Неотговорили        | 0         | 0,00      |

## Културни и природни забележителности
Въздухът в Черневци и околностите е чист. Когато е трябвало да бъде построен белодробният санаториум за деца в град Трявна, Черневци е било алтернатива.
Архитектурно-историческият резерват – село Боженците е на около 2 km юг-югоизточно от Черневци.